# Kronologija Domovinskog rata: ožujak 1991.

### 2. ožujka
- Slomljena oružana pobuna Srba u Pakracu. Policajci hrvatske nacionalnosti s još nekim kolegama Srbima koji se nisu htjeli pridružiti pobuni, tijekom noći na 2 ožujka iznijeli su dio oružja iz postaje i skrili. U noći je JNA je zauzela punktove po gradu pod izlikom da želi spriječiti sukob. Iste noći i pred jutro pristigle su policijske postrojbe RH i rasporedile se po gradu. Oko 10 ujutro počeo je oružani sukob u kojem su pobijedile hrvatske snage.Ante B.: 1. ožujka 1991. – Napadom na policijsku postaju u Pakracu počeo je Domovinski rat  Kamenjar.com. 1. ožujka 2020. Pristupljeno 19. ožujka 2020.[1]
- Hrvatski predsjednik dr. Franjo Tuđman pismom izvijestio predsjednika Predsjedništva SFRJ Borisava Jovića da neće prisustvovati sjednici Predsjedništva, jer je kao točka dnevnog reda sjednice stavio njegovo pismo predsjedniku SAD-a Georgu Bushu, pribavivši prethodno mišljenje Saveznog javnog tužilaštva da je to krivično djelo veleizdaje.[1]
- Na sjednici Predsjedništva SFRJ u Beogradu predsjednik Borisav Jović nije upoznao nazočne s pismom hrvatskog predsjednika Tuđmana.[1]

### 3. ožujka
- Na ulicama Pakraca i dalje jake snage posebnih jedinica MUP-a Hrvatske ali i oklopne jedinice JNA, koje kontroliraju sve gradske prilaze.[1]
- Predsjedništvo SFRJ zahtijeva u roku 24 sata da se u Pakracu uspostavi stanje kakvo je bilo prije incidentnih događaja.[1]
- Iz Domovine i inozemstva stižu brojni izrazi potpore dr. Franji Tuđmanu i hrvatskom vrhovništvu.[1]
- U Beogradu održan protuhrvatskimiting, na kojem su nošene parole i uzvikivano je: Obesiti Tuđmana, Obesiti Mesića, Ubijte Špegelja, Hoćemo oružje...[1]
- I u Vojvodini održani protestni skupovi Srba protiv Tuđmana i hrvatskog vrhovništva.[1]
- Na mitingu u Banjoj Luci, u organizaciji SDS-a, srpski vođe prekrajali Bosnu i Hercegovinu.[1]
- Pomoćnik ministra unutarnjih poslova Hrvatske Milan Brezak na HTV-u demantirao sve vijesti i glasine o navodnim brojnim srpskim žrtvama u Pakracu.[1]
- Njemačka televizija prikazala snimku napada razjarenih Srba na njemačku TV ekipu u Pakracu.[1]

### 4. ožujka
- Budući da je danas u Europi nepopularno ići otvoreno protiv demokratski izabranih vlasti, neprijatelji Hrvatske pribjegavaju izazivanju međunacionalnih sukoba. Na to je bila sračunata i pobuna i izazivanje nemira u Pakracu, čiji je scenarij pomno razrađen, ali nije uspio - rekao je na redovnoj konferenciji za novinare u Zagrebu hrvatski predsjednik Tuđman.[1]
- I Savezni SUP priopćio da na području Pakraca i okolnih mjesta nije bilo ljudskih žrtava i ranjavanja građana.[1]
- U Bileći, gradu u istočnoj Hercegovini, militantni Srbi, nakon demonstracija, provalili u policijsku postaju i uzeli oružje.[1]

### 5. ožujka
- Hrvatski predstavnik u Predsjedništvu SFRJ Stipe Mesić napustio sjednicu Predsjedništva.[1]
- Predsjedništvo Slovenije ocijenilo da je Borisav Jović grubo prekoračio svoje ovlasti iz Ustava naredivši intervenciju saveznih organa - JNA i SSUP-a u Pakracu.[1]
- Predsjednik hrvatske Vlade Josip Manolić uputio prosvjednu notu vladi Republike Srbije u povodu njezinih zaključaka o događajima u Pakracu i to smatra nedopustivim miješanjem u unutarnje prilike i poslove Republike Hrvatske.[1]

### 7. ožujka
- Ministarstvo obrane Republike Hrvatske objavilo je da ministar Martin Špegelj ima imunitet prema Zakonu o Vladi RH i da mu se ne može suditi u Vojnom sudu u Zagrebu.[1]

### 9. ožujka
- Krvave demonstracije opozicije u Beogradu, tenkovi JNA, kada više nije mogla policija, spasila Miloševićev režim.[1]

### 10. ožujka
- Predsjedništvo SFRJ angažiralo JNA protiv demonstranata u Beogradu bez predstavnika Hrvatske i Slovenije - Stipe Mesića i Janeza Drnovšeka - koji se nisu složili s upotrebom armije u smirivanje nemira u Beogradu.[1]

### 11. ožujka
- Milošević organizirao u Beogradu radničke protudemonstracije protiv studenata i građana.[2]
- Svjetski mediji prognoziraju propast Miloševića poput Causescua i Saadama Huseina.[2]

### 13. ožujka
- Predsjednik Tuđman razgovarao u Zagrebu s delegacijom Srba iz SDS-a za Slavoniju i Baranju, a na konferenciji za novinare rečeno da će srpska strana priznati hrvatsku državu.[2]
- Predsjednik Predsjedništva SFRJ Stipe Mesić izjavio u Zagrebu, nakon jučerašnje sjednice Predsjedništva u Beogradu, da vojnog puča neće biti, iako je Štab Vrhovne komande zahtijevao uvođenje izvanrednih mjera, no većina je u Vrhovnoj komandi bila protiv.[2]

### 15. ožujka
- Zbog ozbiljnosti prijetnji vojnim udarom, Vijeće za narodnu obranu i zaštitu ustavnog poretka Republike Hrvatske usvojilo izjavu o odlučnoj obrani Hrvatske.[2]

### 16. ožujka
- Predsjednik Predsjedništva SFRJ Borisav Jović podnio ostavku na svoju funkciju, jer članovi Predsjedništva nisu izglasali uvođenje izvanrednog stanja u zemlji. Milošević odobri Jovićevu ostavku.[2]

### 17. ožujka
- Više stotina Zagrepčana održalo mirni prosvjed u blizini Vojnog suda u Zagrebu jer im je MUP zabranio dolazak pred Sud, zbog uhićenja Virovitičana Đure Dečaka, Vinka Belobrka i Antuna Habijanca.[2]
- Svjetski mediji izvješćuju da Milošević poziva na rat u Jugoslaviji.[2]

### 18. ožujka
- Predsjedništvo SFRJ dalo punu potporu saveznoj vladi da osigura minimum funkcioniranja federacije u prijelaznom razdoblju.[2]
- JAT od danas ne leti preko Zagreba, jer nije podmirio dug zagrebačkom aerodromu od oko 35 milijuna dinara.[2]
- Skupština Srbije smijenila predstavnika Kosova u Predsjedništvu SFRJ Rizu Sapunxhiju, jer nije glasovao za uvođenje izvanrednih mjera i donijela odluku o prestanku rada Predsjedništva SAP Kosova.[2]

### 19. ožujka
- Štab Vrhovne komande oružanih snaga SFRJ izdao dvosmisleno priopćenje - da se neće miješati u političke sporazume o budućnosti zemlje, ali i da neće dopustiti građanski rat ili međurepubličke sukobe.[2]
- Hrvatska Vlada u hitnu saborsku proceduru uputila dopunu Zakona o Vladi, kojom će moći raspustiti općinsku skupštinu ako krši Ustav i zakone RH.[2]
- Na predstojećem sastanku republičkih predsjednika predložit ću ili savez suverenih država ili razlaz republika, rekao na konferenciji za strane novinare u Zagrebu hrvatski predsjednik dr. Tuđman.[2]
- Jović, na nagovor Miloševića, povukao svoju ostavku u Predsjedništvu SFRJ.[2]
- Predsjednici Hrvatske i Slovenije, Tuđman i Kučan, uputili pozive predsjednicima republika na zajednički dijalog.[2]

### 20. ožujka
- Zadržavanje arbitražne uloge JNA izvan važećeg ustavnog uređenja značilo bi tihi vojni udar, pa je potrebno da Predsjedništvo SFRJ stavi jasno na znanje JNA da je njezina uloga u provođenju, a ne u kreiranju politike, priopćilo Vijeće za narodnu obranu i zaštitu ustavnog poretka RH.[2]

### 21. ožujka
- Skupština Srbije izabrala novog člana Predsjedništva SFRJ s Kosova, umjesto smijenjenog Sapunxhije, to je Sejdo Bajramović.[3]
- U Srbiji na dijelu protupravna otimačina imovine hrvatskih poduzeća.[3]
- Hrvatski Sabor prihvatio dopunu Zakona o Vladi, prema kojoj Vlada može raspustiti općinsku skupštinu ili razriješiti općinsko vijeće, ako krši Ustav i zakone Republike Hrvatske.[3]

### 22. ožujka
- U Srbiji izvršena otimačina imovine petrinjskog Gavrilovića.[3]
- Albanci ne priznaju smjenu Sapunxhije iz Predsjedništva SFRJ i postavljanje Sejde Bajramovića.[3]
- Zastupnici hrvatskog Sabora potpisali peticiju za oslobađanje uhićenih Virovitičana.[3]

### 24. ožujka
- Predsjednik Tuđman govorio na Trgu bana Jelačića u Zagrebu na manifestaciji Cvjetna nedjelja HDZ-a, istaknuvši da je hrvatski narod postigao svoje duhovno jedinstvo, slobodu i suverenost, kojih se više ne želi odreći.[3]
- I dalje tzv. referendumi u Srbiji, kojima se pljačka imovina hrvatskih poduzeća.[3]
- Gorbačov suglasan da sovjetske republike koje žele napustiti Sovjetski Savez to mogu učiniti, to je predsjednik SSSR-a izjavio u intervjuu za Der Spiegel.[3]

### 25. ožujka
- Na Plitvicama održan miting istine Srba u organizaciji SDS-a na kojem je zahtijevano da Nacionalni park Plitvička jezera ostane u sklopu tzv. SAO Krajine.[3]
- U pograničnom području Hrvatske i Srbije, u Karađorđevu sastali se predsjednici Tuđman i Milošević, razgovarano o krizi u Jugoslaviji.[3]
- Dogovoren sastanak predsjednika republika za 28. ožujka u Splitu, a domaćin će biti hrvatski predsjednik Tuđman, priopćeno iz Ministarstvo informiranja RH.[3]

### 26. ožujka
- Okružno javno tužilaštvo u Zagrebu podnijelo optužnicu protiv osumnjičenih za pripremanje oružane pobune u Kninskoj krajini, među kojima je i poznati beogradski kriminalac Željko Ražnjatović Arkan.[3]
- Skupština općina Titova Korenica donijela nezakonitu odluku o smjeni rukovodstva Nacionalnog parka Plitvice.[3]
- Predsjednik SDS-a za BiH Radovan Karadžić svojim vetom na okruglom stolu Europe u Beču o manjinama, nacionalnostima i regijama srušio zajedničku rezoluciju o Jugoslaviji kao udruženju nacionalnih država.[3]

### 27. ožujka
- Ministar pravosuđa i uprave RH dr. Branko Babac donio rješenje kojimse obustavlja od izvršenja odluka Skupštine općine Titova Korenica o smjeni rukovodstva poduzeća Plitvice.[3]
- Šokci i Bunjevci su Hrvati, izjavio na Hrvatskom radiju predsjednik Tuđman, nakon odluke srbijanskih vlasti da se u popisne obrasce u Vojvodini uvede posebna šifra za bačke Hrvate Bunjevac i Šokac.[3]

### 28. ožujka
- Održan prvi susret šestorica predsjednika jugoslavenskih republika u Splitu.[3]
- Američki predsjednik Bush u pismu jugoslavenskom premijeru Anti Markoviću izrazio želju da se jugoslavenska politička kriza riješi isključivo mirnim putem.[3]
- Ako ne dođe do YU-dogovora, Hrvatska će emitirati svoju valutu, koja je već u trezorima, rekao gospodarstvenicima u Šibeniku dr. Franjo Gregurić, potpredsjednik hrvatske Vlade.[3]
- Na Plitvicama danas, oko 12,30 sati, stigao pun autobus pripadnika tzv. kninske milicije.[3]
- Na kuću Hrvata Ivana Juga u naselju Mukinje na Plitvičkim jezerima noću bačena eksplozivna naprava.[3]
- Skupština općine Dvor na Uni donijela nezakonitu odluku o izdvajanju ovog mjesta i pripajanju tzv. SAO krajini.[3]

### 29. ožujka
- Plitvice pod opsadom kninskih milicionara, a njihov šef Mile Martić zabranio Policijskoj stanici u Titovoj Korenici održavanje bilo kakvih službenih veza s hrvatskom policijom.[3]
- Narodni poslanik Skupštine Srbije Milan Paroški održao još jedan protuhrvatski skup u Novoj Pazovi.[3]

### 31. ožujka
- Ugašena teroristička pobuna Srba na području Nacionalnog parka Plitvice.[3]
- U okršaju jedinica Ministarstva unutarnjih poslova Hrvatske s teroristima iz tzv. krajine na Plitvicama poginuo hrvatski policajac Josip Jović. On je prva hrvatska žrtva srpske terorističke pobune u Hrvatskoj.[3]
- U poruci tzv. savjeta za narodnu obranu Titove Korenice, upućenoj Predsjedništvu SFRJ i saveznom SUP-u nakon intervencije hrvatske policije na Plitvicama, stoji da su razočarani kašnjenjem JNA.[3]
- U Beogradu održana izvanredna sjednica PredsjedništvaSFRJ, u povodu oružanog sukoba na Plitvicama, pod predsjedanjem Borisa Jovića, na kojoj je odlučeno da će JNA osigurati prekid vatre.[3]